# Кубок Північної Ірландії з футболу 2009—2010
Кубок Північної Ірландії з футболу 2009–2010 — 130-й розіграш кубкового футбольного турніру в Північній Ірландії. Титул здобув Лінфілд.

## Календар
| Раунд           | Дата                                                      | Матчі | Клуби    |
| --------------- | --------------------------------------------------------- | ----- | -------- |
| Перший раунд    | 19 вересня 2009                                           | 17    | 105 → 88 |
| Другий раунд    | 24-31 жовтня 2009                                         | 24    | 88 → 64  |
| Третій раунд    | 21-28 листопада 2009                                      | 12    | 64 → 52  |
| Четвертий раунд | 12-19 грудня 2009                                         | 20    | 52 → 32  |
| 1/16 фіналу     | 16-19 січня 2010, 19-27 січня 2010 (перегравання)         | 16+4  | 32 → 16  |
| 1/8 фіналу      | 13 лютого - 27 березня 2010, 7 квітня 2010 (перегравання) | 8+1   | 16 → 8   |
| 1/4 фіналу      | 6 березня - 10 квітня 2010, 9 березня 2010 (перегравання) | 4+2   | 8 → 4    |
| 1/2 фіналу      | 10-17 квітня 2010                                         | 2     | 4 → 2    |
| Фінал           | 8 травня 2010                                             | 1     | 2 → 1    |

## 1/16 фіналу
| Команда 1          | Рахунок | Команда 2                 |
| ------------------ | ------- | ------------------------- |
| 16 січня 2010      |         |                           |
| Балліклер Комрадс  | 5:1     | Айлендмеджі               |
| Балліміна Юнайтед  | 0:0     | Ардс                      |
| Каррік Рейнджерс   | 1:1     | Портадаун                 |
| Коа Юнайтед        | 1:0     | Тобермор Юнайтед          |
| Крузейдерс         | 5:1     | Бангор                    |
| Доунгал Селтік     | 0:4     | Лінфілд                   |
| Дандела            | 0:2     | Колрейн                   |
| Данганнон Свіфтс   | 6:0     | Малачіанс                 |
| Гленавон           | 5:1     | Харленд-енд-Вульф Велдерс |
| Гленторан          | 5:0     | Ома Юнайтед               |
| Інститут           | 1:1     | Баллімоні Юнайтед         |
| Лісберн Дістіллері | 0:2     | Кліфтонвілль              |
| Лофгол             | 3:1     | Ардс Рейнджерс            |
| Ньюрі Сіті         | 2:1     | Ларн                      |
| Нортел             | 2:2     | Браянсберн Рейнджерс      |
| 19 січня 2010      |         |                           |
| Гліб Рейнджерс     | 0:3     | Баллінамаллард Юнайтед    |

Перегравання
| Команда 1            | Рахунок      | Команда 2        |
| -------------------- | ------------ | ---------------- |
| 19 січня 2010        |              |                  |
| Балліміна Юнайтед    | 1:0          | Ардс             |
| Портадаун            | 1:0          | Каррік Рейнджерс |
| 20 січня 2010        |              |                  |
| Баллімоні Юнайтед    | 0:1          | Інститут         |
| 27 січня 2010        |              |                  |
| Браянсберн Рейнджерс | 2:2 пен. 3:5 | Нортел           |

## 1/8 фіналу
| Команда 1         | Рахунок | Команда 2              |
| ----------------- | ------- | ---------------------- |
| 13 лютого 2010    |         |                        |
| Балліклер Комрадс | 1:2     | Гленторан              |
| Балліміна Юнайтед | 5:2     | Баллінамаллард Юнайтед |
| Колрейн           | 6:0     | Нортел                 |
| Крузейдерс        | 4:0     | Коа Юнайтед            |
| Лінфілд           | 4:0     | Данганнон Свіфтс       |
| Гленавон          | 2:1     | Інститут               |
| Портадаун         | 2:1     | Кліфтонвілль           |
| 27 березня 2010   |         |                        |
| Лофгол            | 1:1     | Ньюрі Сіті             |

Перегравання
| Команда 1     | Рахунок | Команда 2 |
| ------------- | ------- | --------- |
| 7 квітня 2010 |         |           |
| Ньюрі Сіті    | 1:0     | Лофгол    |

## 1/4 фіналу
| Команда 1      | Рахунок | Команда 2         |
| -------------- | ------- | ----------------- |
| 6 березня 2010 |         |                   |
| Крузейдерс     | 1:1     | Портадаун         |
| Гленавон       | 3:3     | Балліміна Юнайтед |
| Гленторан      | 1:3     | Лінфілд           |
| 10 квітня 2010 |         |                   |
| Колрейн        | 3:2     | Ньюрі Сіті        |

Перегравання
| Команда 1         | Рахунок | Команда 2  |
| ----------------- | ------- | ---------- |
| 9 березня 2010    |         |            |
| Портадаун         | 1:0     | Крузейдерс |
| Балліміна Юнайтед | 2:0     | Гленавон   |

## 1/2 фіналу
| Команда 1         | Рахунок      | Команда 2 |
| ----------------- | ------------ | --------- |
| 10 квітня 2010    |              |           |
| Балліміна Юнайтед | 1:1 пен. 3:4 | Портадаун |
| 17 квітня 2010    |              |           |
| Колрейн           | 2:4          | Лінфілд   |

## Фінал
| 8 травня 2010 |

| Лінфілд              | 2:1      | Портадаун   |
| -------------------- | -------- | ----------- |
| Томпсон 2' Лоурі 10' | Протокол | Браніфф 13' |

| Віндзор Парк, Белфаст Глядачів: 7 940 Арбітр: Марк Кортні |